# Hachiōji

Hachiōji (八王子市 Hachiōji-shi?) este un municipiu din Japonia, zona metropolitană Tokyo.